# Romain (évêque)
Pour les articles homonymes, voir Romain.
Romain ou Romanus (mort avant 627) est un prêtre chrétien du VIIe siècle. Membre de la mission grégorienne envoyée au Kent pour convertir les Anglo-Saxons, il est sacré évêque de Rochester en 624. Il meurt noyé au large de l'Italie peu après.

## Biographie
Romain est un personnage obscur. Il est principalement connu grâce au chroniqueur northumbrien Bède le Vénérable, qui le mentionne à deux reprises dans son Histoire ecclésiastique du peuple anglais,. La Chronique anglo-saxonne parle également de lui, mais elle s'appuie visiblement sur le récit de Bède.
Originaire d'Italie, Romain fait partie de la mission grégorienne envoyée par le pape Grégoire le Grand pour procéder à la christianisation des Anglo-Saxons. La première vague de missionnaires, menée par Augustin, arrive dans le royaume de Kent en 597, suivie d'une seconde en 601. On ne sait pas avec laquelle des deux Romain est arrivé en Angleterre,.
En 624, l'évêque de Rochester Juste devient archevêque de Cantorbéry à la mort de Mellitus. Pour lui succéder à Rochester, il consacre Romain, qui devient ainsi le deuxième détenteur de ce siège épiscopal,.
L'archevêque Juste envoie Romain en mission auprès du pape Honorius à une date incertaine, mais ce voyage s'avère fatal pour Romain : il meurt noyé dans la mer Méditerranée, au large des côtes italiennes,. La date de sa mort ne peut être déterminée que de manière indirecte : elle prend vraisemblablement place avant celle de Juste, en 627, et certainement avant 633, date à laquelle Paulin d'York reçoit le siège de Rochester après sa fuite de Northumbrie.